# Coelichneumon mengkokae
Coelichneumon mengkokae är en stekelart som beskrevs av Heinrich 1934. Coelichneumon mengkokae ingår i släktet Coelichneumon och familjen brokparasitsteklar. Inga underarter finns listade i Catalogue of Life.